# Принцип максимуму модуля
Принцип максимуму модуля — теорема у комплексному аналізі, що описує одну з основних властивостей модуля голоморфних функцій.

## Твердження
Якщо {\displaystyle f} є голоморфною в деякій області {\displaystyle D\subset \mathbb {C} ^{n}} і існує точка {\displaystyle z_{0}\in D} така, що у всій області {\displaystyle D} виконується нерівність {\displaystyle |f(z_{0})|\geqslant |f(z)|}, то {\displaystyle f(z)\equiv \mathrm {const} }.
Іншими словами, модуль голоморфної функції, відмінної від константи, не може мати локальних максимумів всередині області {\displaystyle G}.
Отже, якщо {\displaystyle f(z)} є неперервною в обмеженій замкнутій області {\displaystyle D} і голоморфною у внутрішніх точках, то найбільше значення модуля функції досягається тільки в граничних точках області {\displaystyle D}.

## Доведення
Існує кілька доведень теореми. Зокрема принцип максимуму модуля є наслідком принципу збереження області. 
Оскільки образом голоморфної функції на області теж є область, то для кожної точки образу існує круг, що належить образу. У цьому кругу, очевидно, існують точки як із більшим, так і з меншим модулем, ніж у центрі круга. Оскільки точка у образі функції вибрана довільно це завершує доведення.
Також теорему можна довести за допомогою теореми про середнє значення. Припустимо, що {\displaystyle z\in D} точка в якій модуль функції приймає максимальне значення.
Нехай {\displaystyle r>0}, таке що {\displaystyle B_{r}\left({z}\right)\subset D}. Згідно теореми про середнє значення:
{\displaystyle \displaystyle f\left({z}\right)={\dfrac {1}{2\pi }}\int _{0}^{2\pi }f\left({z+re^{i\theta }}\right)\,\mathrm {d} \theta }
Тоді:
{\displaystyle \displaystyle \left\vert {f\left({z}\right)}\right\vert \leq {\frac {1}{2\pi }}\int _{0}^{2\pi }\left\vert {f\left({z+re^{i\theta }}\right)}\right\vert \,\mathrm {d} \theta \leq \max _{\theta }\left\vert {f\left({z+re^{i\theta }}\right)}\right\vert }
Тому має виконуватися:
{\displaystyle \exists \omega \in C_{r}\left({z}\right):\left\vert {f\left({z}\right)}\right\vert \leq \left\vert {f\left({\omega }\right)}\right\vert }
де {\displaystyle C_{r}\left({z}\right)} є колом радіуса {\displaystyle r} з центром в точці {\displaystyle z}.
До того ж рівність можлива тільки тоді коли {\displaystyle \left\vert {f}\right\vert } є константою на {\displaystyle C_{r}\left({z}\right)}. Оскільки рівність виконується для всіх {\displaystyle r>0}, {\displaystyle \left\vert {f}\right\vert } буде константою на {\displaystyle B_{r}\left({z}\right)}. Тоді {\displaystyle f} має бути константою на {\displaystyle D}, що суперечить умові.
Як наслідок:
{\displaystyle \exists \omega \in C_{r}\left({z}\right):\left\vert {f\left({z}\right)}\right\vert <\left\vert {f\left({\omega }\right)}\right\vert }

## Наслідки
- Принцип мінімуму модуля. Якщо {\displaystyle f} голоморфна в деякій області {\displaystyle G\subset \mathbb {C} ^{n}}, що не є рівною нулю в жодній точці, і існує точка {\displaystyle z_{0}\in G} така, що у всій області {\displaystyle G} виконується нерівність {\displaystyle |f(z_{0})|\leqslant |f(z)|}, то {\displaystyle f(z)\equiv \mathrm {const} }. (Тобто локальні мінімуми модуля голоморфної функції, що не є рівною константі, можуть досягатися тільки в тих точках, де функція рівна нулю.)
- Принцип максимуму дійсної і уявною частини. Якщо для голоморфної функції {\displaystyle f(z)} в точці {\displaystyle z_{0}\in G} досягається локальний максимум (мінімум) її дійсної (або уявної) частини, то функція {\displaystyle f(z)} є константою.

(Тут використовується звичайний принцип максимуму модуля для функцій {\displaystyle e^{f(z)}} і {\displaystyle e^{if(z)}}, а також рівність {\displaystyle \left|e^{f(z)}\right|=e^{\mathrm {Re} \,f(z)}}.)
- Нехай {\displaystyle K\subset \mathbb {C} ^{n}} — компактна підмножина. Для будь-якої функції {\displaystyle f}, неперервної на {\displaystyle K} і голоморфної всередині {\displaystyle K}, виконано рівність:

{\displaystyle \|f\|_{K}=\|f\|_{\partial K}.} Якщо послідовність таких функцій рівномірно збігається на границі компакта {\displaystyle K}, тоді вона рівномірно збігається на всьому {\displaystyle K}.

## Узагальнення
Твердження принципу максимуму модуля є справедливим і у випадку випадку, якщо {\displaystyle f(z)} є голоморфною функцією на зв'язаному комплексному многовиді, зокрема на рімановій поверхні.
Замість голоморфності {\displaystyle f(z)} у твердженні теореми достатньо припустити тільки, що {\displaystyle f(z)=u(z)+iv(z)}  — (комплексна) гармонічна функція, тобто {\displaystyle u(z),v(z)} є гармонічними як дійсні функції двох дійсних змінних. Довільна голоморфна функція є комплексною гармонічною.
Для голоморфної функції {\displaystyle f(z)} модуль {\displaystyle |f(z)|} є логарифмічно субгармонічною функцією, тобто її логарифм є субгармонічною функцією. 
Принцип максимуму модуля узагальнюється і на голоморфні відображення. Нехай {\displaystyle F=(f_{1},\ldots ,f_{m}):D\to \mathbb {C} ^{m}} — голоморфне відображення області {\displaystyle D} в просторі {\displaystyle \mathbb {C} ^{n}}, тобто {\displaystyle f_{j}} — голоморфні функції і {\displaystyle \|F\|={\sqrt {|f_{1}|^{2}+\ldots |f_{m}|^{2}}}} — евклідова норма. Тоді ні в якій точці функція {\displaystyle \|f(z)\|} не може досягати локального максимуму.
Принцип максимуму модуля є справедливий щоразу, коли виконується принцип збереження області.